# Jairo Morillas
Jairo Morillas (født 2. juli 1993) er en spansk fodboldspiller, som spiller for den japanske fodboldklub V-Varen Nagasaki.